# Митрополит рашко-призренски Дионисије
Дионисије Петровић (световно име Дамјан Петровић; Босанска Градишка, 1858 — Скопље, 7. децембар 1900) био је митрополит рашко-призренски од 1896. до 1900. године, као српски јерарх Цариградске патријаршије.

## Биографија
Митрополит Дионисије је рођен 1858. године у Босанској Градишки, у српској православној породици. Родитељи су му били Остоја пушкар (који је рано умро) и Марија, а на крштењу је добио име Дамјан. Из Босне, где је завршио основну школу у родном месту се преселио у Кнежевину Србију, ради наставка школовања. Завршио је је Богословију у Београду, а потом је ту 1878. године примио монашки постриг. Рукоположен је за јеромонаха у Саборној цркви у Београду 18. децембра 1878. године За протосинђела је произведен 15. августа 1883. године, и три године је служио при Зворничкој митрополији. Као питомац српске владе касније је (1889) упућен у Халку, ради наставка богословских студија. Потом је ступио у службу Цариградске патријаршије и произведен је за архимандрита. Додељена му је служба у Скопској епархији, где је требало да помаже тамошњем митрополиту. На том положају затекао га је избор за митрополита рашко-призренског. Његова архијерејска хиротонија је обављена 25. јануара 1896. године у патријаршијској цркви Св. Ђорђа на "Фењеру" (Фанару)у Цариграду, од стране цариградског патријарха Антима VII. Турска државна власт је потврдила његов избор издавањем султановог берата.
Избор Србина Дионисија за Архиепископа Пећког и Митрополита Рашко-призренског и скендеријског, дочекан је са великом радошћу међу православним Србима у областима Рашке, Косова и Метохије, који су деценијама уназад тражили да им се уместо Грка-фанариота постављају архијереји српске народности. Стање српског народа на овим подручјима је било веома тешко, тако да се већ на почетку своје управе суочио са великим изазовима. Код турских власти је предузимао кораке у циљу заштите српског живља од злоупотреба локалних званичника и арбанашког насиља над српским народом у Косовском вилајету. Покушао је да унапреди епархијску управу и црквено-просветни живот рашких и косовско-метохијских Срба. За кратко време стекао је велики углед у народу. Међутим, био је лошег здравља и умро је 7. децембра 1900. године у Скопљу, где је био на лечењу. Сахрањен је у манастиру Грачаници.